# Castillo del Río
El castillo del Río se encuentra a 4 kilómetros de la localidad de Aspe (Vinalopó Medio, provincia de Alicante, España). Se alza sobre un montículo, cerca de la confluencia del río Tarafa con el río Vinalopó. Desde su emplazamiento se pueden ver el castillo de la Mola, en Novelda, y la torre de Monforte del Cid.
Es  Bien de Interés Cultural con categoría de  Monumento.

## Descripción
Se trata de un recinto amurallado situado sobre un montículo denominado "Tabayá", cerca de la confluencia del río Tarafa con el Vinalopó, a 3 km del actual casco urbano. De origen almorávide, concretamente del primer tercio del siglo XII, fue el primer núcleo de asentamiento de Aspe, conocido como "Aspe el Viejo"; a pesar de ello, en sus inmediaciones también se han encontrado restos de un asentamiento anterior en la época ibérica.
El recinto amurallado, formado por 12 torreones, carece de torre del homenaje y se encuentra actualmente semiderruido. A pesar de ello, se conservan lienzos de murallas y la base de varios de sus torreones. Las distintas investigaciones que se han llevado en él, debido a su gran importancia arqueológica, nos dejan ver excavaciones gracias a las cuales el visitante puede hacerse una idea de lo que debió ser aquel recinto, construido en su base en mazonería, y a partir de 1,5 m de tapial y cantos rodados. En él se encontró uno de los dos únicos arados árabes hallados en toda España y que actualmente se encuentra expuesto en el museo Arqueológico de Alicante (MARQ).
Es de fácil acceso a través de la carretera que une Aspe con la  autovía Madrid-Alicante.